# Yatagán
El yatagán es una arma blanca originaria de Asia. Es un cuchillo de hoja recurvada o de doble curva (una cóncava y otra convexa), lo que facilita su uso indistinto de corte o punta. De un filo y contrafilo corrido hacia el exterior. En la mayoría de los modelos, su empuñadura se caracteriza por tener dos protuberancias en el pomo denominadas «orejas» que sirven para que no se deslice la mano. Su empuñadura suele ser de marfil, maderas nobles y otros materiales «de lujo», como nácar o jade en sus versiones para desfiles militares o de la nobleza-aristocracia. Su nombre proviene del turco yātāgān, cuchillo.

## Orígenes
Esta arma blanca es originaria de Turquía, pero siempre se le ha hecho referencia como sable turco-mongol por su herencia de las hojas curvas de las tribus nómadas que se asentaron en los Balcanes, Rusia, India y Turquestán procedentes de las estepas de Mongolia, o incluso de la májaira de la Grecia clásica; la doble curvatura para tajo y punzada ya la tenían la májaira y la falcata ibérica. No obstante, los textos señalan que derivan de sables del Asia central o de nativos turcos del siglo VII al siglo XIII.
Pero el hecho de que se le denomine "turco" viene de la historia de un comandante y herrero selyúcida, llamado Osman Bey, apodado, o cuyo apellido o nombre de pila era Yatagan Baba. Este comandante y herrero le dio el nombre al pueblo que fundó, llamado "Yatagán", y ese mismo nombre se les dio posteriormente a los cuchillos que de allí salieron. Más tarde, ese tipo de arma blanca se popularizó, comenzándose a forjar en el resto de las grandes ciudades del Imperio otomano, como Estambul, Bursa y Plovdiv.

## El yatagán en la historia
El yatagán turco fue un arma que popularizaron pronto los jenízaros, tropas de infantería regular del Imperio otomano, hacia el siglo XIV, y gracias a la influencia de este imperio llegó a extenderse por la Europa del Este, amplias zonas de Rusia, e incluso llegó a influir notablemente en la morfología de ciertos sables chinos Dao, debido al comercio regular de China para proveerse de objetos "turco-árabes", sobre todo a base de importar las técnicas de damasquinado y acero de Damasco a partir del siglo X.
Su desuso vino ya en los albores del siglo XIX, como otras muchas armas blancas.

## Morfología
El yatagán es un cuchillo recurvado (doble curva), cóncavo en sus primeros dos tercios y convexo en el último, en su punta, la cual tiene contrafilo por su polivalencia para asestar tajos y estocadas. Y su empuñadura es tan característica por tener las "cachas" (las dos maderas opuestas que se unen en la empuñadora metálica) acabadas con dos protuberancias redondeadas denominadas orejas que impedían que la mano se deslizara al asestar golpes fuertes.
Su hoja se forjaba con un duro filo acerado con las técnicas de Damasco y su lomo se componía principalmente de hierro para conseguir mayor flexibilidad y durabilidad. Muchas veces contaban con "nervios" y "acanaladuras" para una mayor consistencia y cambio de masa a lo largo del filo, y este iba decorado en ocasiones de mayor o menor manera con motivos acordes a la región y religión (flores, textos del Corán, plegarias y juramentos a su dios). Además, prácticamente todas las vainas que acompañan a los ejemplares actuales van lujosa y laboriosamente trabajadas a juego con el yatagán.
El yatagán es un arma blanca que en sus inicios bien pudiera ser un cuchillo largo, dada la traducción turca ("cuchillo") y su definición de los diccionarios antiguos; por ello, y porque eran usados por la infantería, su tamaño no solía exceder de los 60–80 cm.

## En las bayonetas

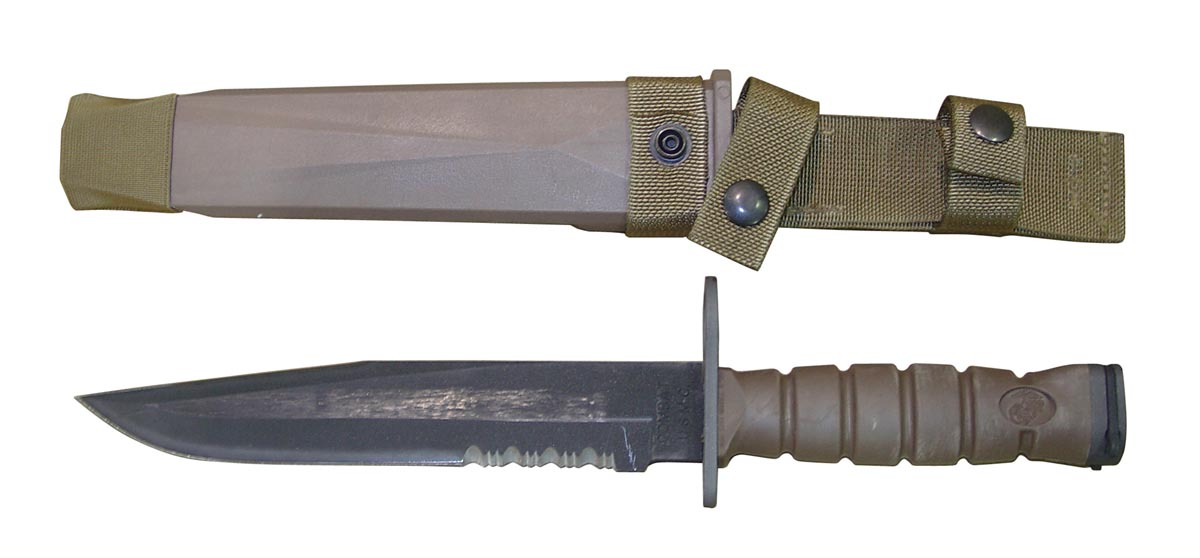
Bayoneta OKC-3S con hoja de estilo yatagán - fabricada por "Ontario Knife Company".

El yatagán fue adaptado como bayoneta por primera vez por los franceses para equipar las nuevas carabinas de los "Cazadores de Vincennes", cuerpo de tiradores de elite formados durante el régimen de Napoleón III. Antes de esto solamente se usaban bayonetas "de cubo" en los fusiles.
Posteriormente, el nuevo fusil Chassepot fue equipado con este nuevo tipo de bayoneta y de ahí en adelante todos los fusiles del Ejército francés.
El amplio uso del yatagán como bayoneta en la Guerra del Pacífico se debe a que los ejércitos de los tres países en conflicto estaban equipados y adiestrados a la usanza francesa, incluyendo el fusil Comblain de origen belga, el cual fue usado tanto por la infantería de línea del Ejército chileno, como por algunas unidades del Ejército peruano.

## En las navajas

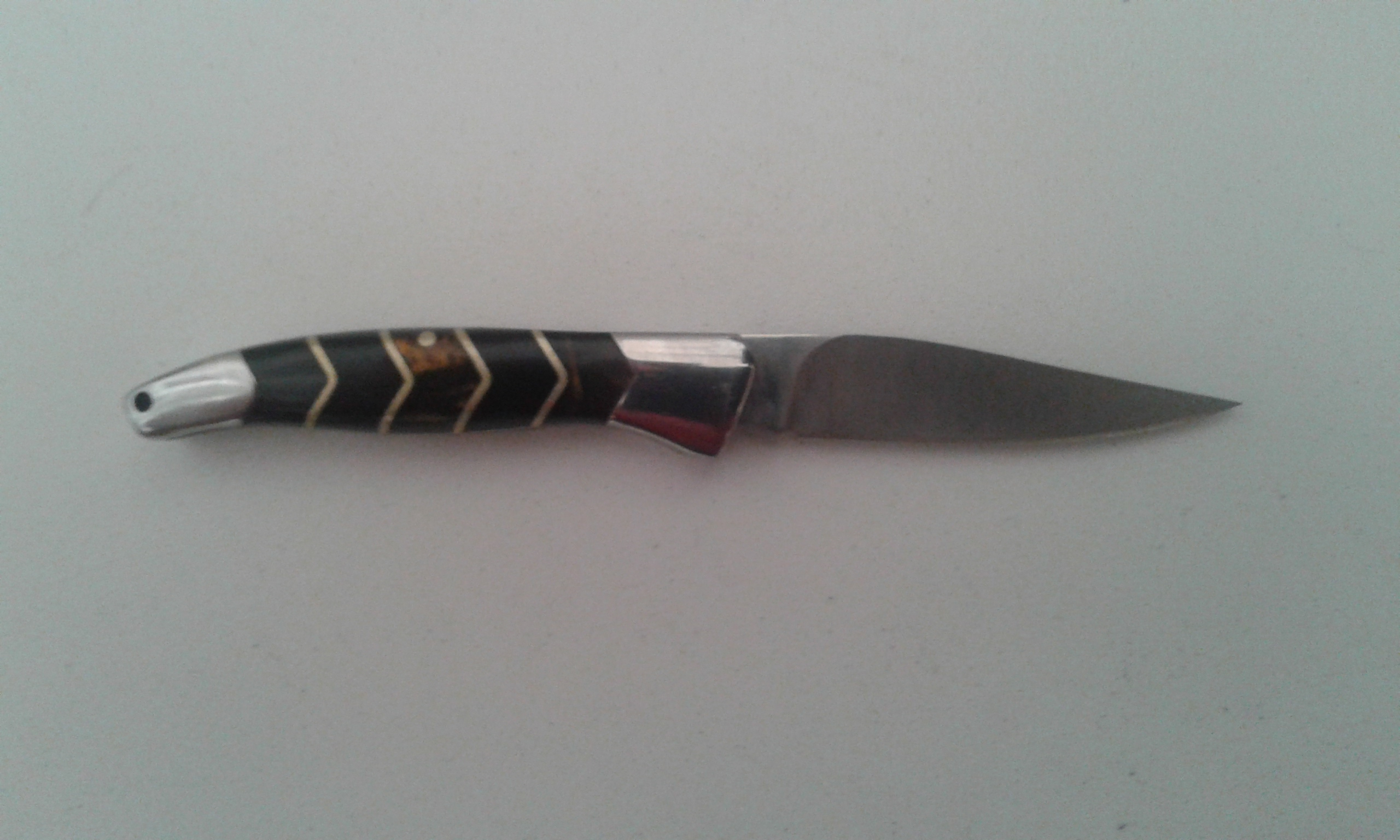
Fotografía de una navaja de apertura manual, con hoja de estilo yatagán.

La forma de hoja del yatagán fue adaptada en muchos países para sus hojas de navaja, entre ellas en la navaja Bofill de Vich, en la navaja bandolera española, en la navaja Laguiole francesa y en la Navaja Opinel savoyard francesa.